# میریام بلاسکو
میریام بلاسکو (اسپانیایی: Miriam Blasco‎؛ زادهٔ ۱۲ دسامبر ۱۹۶۳) جودوکار اهل اسپانیا بود.
وی در مسابقات کشوری و بین‌المللی در مجموع برندهٔ ۱ مدال طلا شده‌است.